# Akhethétep (prêtre de Maât)
Pour les articles homonymes, voir Akhethétep.
Akhethétep est un ancien fonctionnaire égyptien principalement connu grâce à son mastaba trouvé à Saqqarah (n° E 17). On ne sait pas grand-chose d'Akhethétep. Sur les reliefs de son mastaba, il porte plusieurs titres, dont celui de « Surveillant de la grande maison ». Il s'agit d'un titre administratif à la fonction assez floue. Il a également plusieurs titres religieux, dont « Prêtre de Maât » et « Prêtre d'Hathor, dame de Dendérah ». Il a aussi des fonctions sacerdotales au culte funéraire de différents rois dont celui de prêtre de Néfer-Djedkarê (c'est le nom de la pyramide du roi Djedkarê) et prêtre de Néfersut-Ounas (nom de la pyramide du roi Ounas).
La datation exacte d'Akhethétep est incertaine, mais il pourrait appartenir à la fin de la Ve ou au début de la VIe dynastie.